# Vielsalm
Vielsalm é um município da Bélgica localizado no distrito de Bastogne, província de Luxemburgo, região da Valônia.